# Radiaster rowei
Radiaster rowei is een kamster uit de familie Radiasteridae.
De wetenschappelijke naam van de soort werd in 2000 gepubliceerd door Helen Shearburn Clark & Donald George McKnight.